# Tarnów (województwo mazowieckie)
Tarnów – wieś sołecka w Polsce położona w województwie mazowieckim, w powiecie garwolińskim, w gminie Wilga. Leży przy drodze wojewódzkiej nr .

## Historia
Wzmiankowana w XIV w., od XV w. siedziba mazowieckiej rodziny szlacheckiej Tarnowskich, w drugiej połowie XVI wieku znajdowała się w granicach powiatu garwolińskigo ziemi czerskiej województwa mazowieckiego. Od 9 do 11 sierpnia 1944 wieś była miejscem przeprawy przez Wisłę na przyczółek warecko-magnuszewski żołnierzy 1 polskiej brygady pancernej im. Bohaterów Westerplatte. W latach 1975–1998 miejscowość położona była w województwie siedleckim.
Wierni Kościoła rzymskokatolickiego należą do parafii św. Jadwigi Śląskiej w Samogoszczy.
Na terenie wsi znajdował się wielokrotnie nagradzany budynek pod nazwą Votum Aleksa.